# Bisenti
Bisenti é uma comuna italiana da região dos Abruzos, província de Teramo, com cerca de 2.209 habitantes. Estende-se por uma área de 30 km², tendo uma densidade populacional de 74 hab/km². Faz fronteira com Arsita, Castel Castagna, Castelli, Castiglione Messer Raimondo, Cellino Attanasio, Cermignano, Penne (PE).

## Demografia
| Variação demográfica do município entre 1861 e 2011                               |
|                                                                                   |
| Fonte: Istituto Nazionale di Statistica (ISTAT) - Elaboração gráfica da Wikipedia |